# Салтыков-Щедрин, Михаил Евграфович
Михаи́л Евгра́фович Салтыко́в-Щедри́н (настоящая фамилия Салтыко́в, псевдоним Никола́й Щедрин, в дореволюционных изданиях — «Салтыков (Щедрин)»; 15 [27] января 1826, Спас-Угол, Калязинский уезд, Тверская губерния — 28 апреля [10 мая] 1889, Санкт-Петербург) — русский писатель, один из наиболее известных сатириков XIX века, журналист, государственный деятель. Рязанский и Тверской вице-губернатор.

## Биография

### Ранние годы

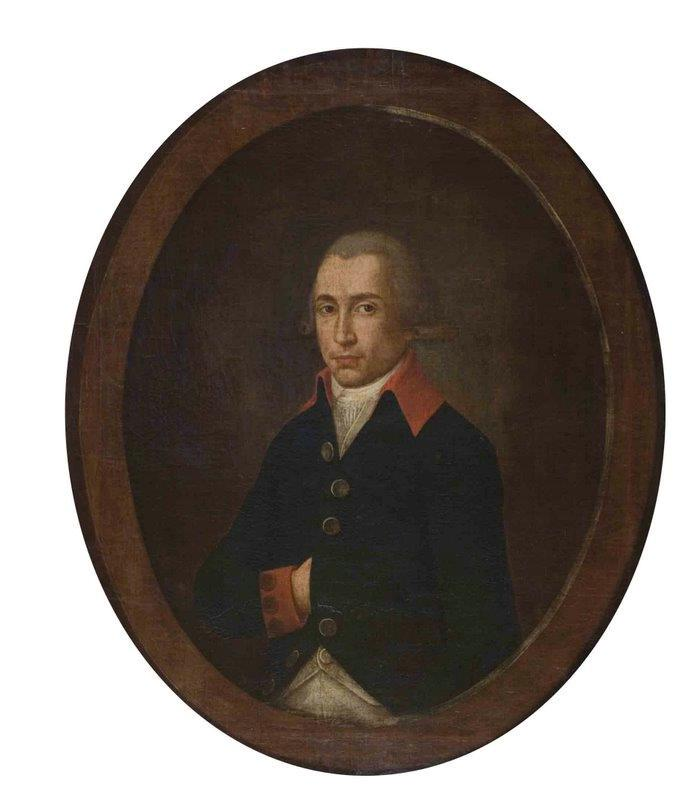
Портрет Е. В. Салтыкова (1776—1851)

Михаил Евграфович Салтыков родился 15 (27) января 1826 года в старинной дворянской семье в имении родителей в селе Спас-Угол Калязинского уезда Тверской губернии. Был шестым ребёнком потомственного дворянина и коллежского советника Евграфа Васильевича Салтыкова (1776—1851). Мать писателя, Ольга Михайловна Забелина (1801—1874), была дочерью московского купца Михаила Петровича Забелина (1765—1849) и Марфы Ивановны (1770—1814). В 1830 году она приобрела имение в Угличском уезде Ярославской губернии — часть крупного села Заозерья с 18 окрестными деревнями. Семья приезжала сюда летом на два-три месяца. В «Пошехонской старине» Салтыков описал Заозерье, переименовав его в Заболотье. Хотя в примечании к «Пошехонской старине» Салтыков просил не смешивать его с личностью Никанора Затрапезного, от имени которого ведётся рассказ, но полнейшее сходство многого из сообщаемого о Затрапезном с несомненными фактами жизни Михаила Салтыкова позволяет предполагать, что «Пошехонская старина» имеет отчасти автобиографический характер.
Первым учителем М. Е. Салтыкова был крепостной его родителей, живописец Павел Соколов; потом с ним занимались старшая сестра, священник соседнего села, гувернантка и студент Московской духовной академии. Десяти лет от роду он поступил в Московский дворянский институт, а два года спустя был переведён, как один из лучших учеников, казённокоштным воспитанником в Царскосельский лицей. Именно там он и начал свою деятельность писателя.

### Начало литературной деятельности
В 1844 году окончил лицей по второму разряду (то есть с чином X класса), 17 из 22 учеников были исключены, так как поведение их аттестовалось не более как «довольно хорошим»: к обычным школьным проступкам (грубость, курение, небрежность в одежде) у Салтыкова присоединялось «писание стихов» «неодобрительного» содержания. В лицее под влиянием свежих ещё тогда Пушкинских преданий каждый курс имел своего поэта; на XIII курсе эту роль играл Салтыков. Несколько его стихотворений было помещено в «Библиотеке для чтения» 1841 и 1842 годов, когда он был ещё лицеистом; другие, напечатанные в «Современнике» (ред. Плетнёва) в 1844 и 1845 годах, написаны им также ещё в лицее; все эти стихотворения перепечатаны в «Материалах для биографии М. Е. Салтыкова», приложенных к полному собранию его сочинений.
Ни одно из стихотворений Михаила Салтыкова (отчасти переводных, отчасти оригинальных) не носит на себе следов таланта; позднейшие по времени даже уступают более ранним. М. Е. Салтыков скоро понял, что у него нет призвания к поэзии, перестал писать стихи и не любил, когда ему о них напоминали. Однако в этих ученических упражнениях чувствуется искреннее настроение, большей частью грустное, меланхоличное (в тот период у знакомых Салтыков слыл под именем «мрачного лицеиста»).
В августе 1845 года Михаил Салтыков был зачислен на службу в канцелярию военного министра и только через два года получил там первое штатное место — помощника секретаря. Литература уже тогда занимала его гораздо больше, чем служба: он не только много читал, увлекаясь в особенности Жорж Санд и французскими социалистами (картина этого увлечения нарисована им тридцать лет спустя в четвёртой главе сборника «За рубежом»), но и писал — сначала небольшие библиографические заметки (в «Отечественных записках», 1847), потом повести «Противоречия» (там же, ноябрь 1847) и «Запутанное дело» (март 1848).
Уже в библиографических заметках, несмотря на маловажность книг, по поводу которых они написаны, проглядывает образ мыслей автора — его отвращение к рутине, к прописной морали, к крепостному праву; местами попадаются и блёстки насмешливого юмора.

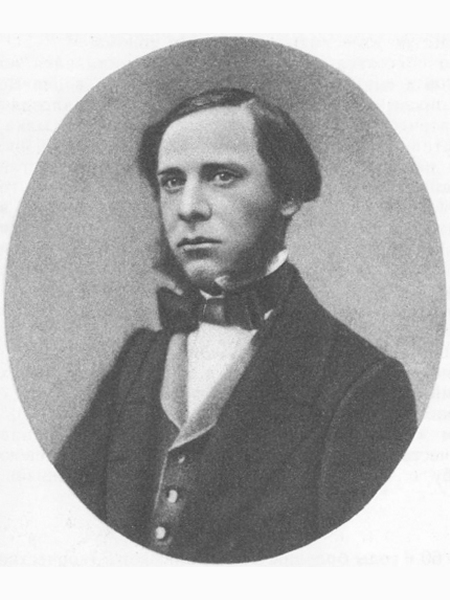
Михаил Салтыков в 1850-х годах

В первой повести М. Е. Салтыкова, «Противоречия», которую он никогда впоследствии не перепечатывал, звучит, сдавленно и глухо, та самая тема, на которую были написаны ранние романы Ж. Санд: признание прав жизни и страсти. Герой повести, Нагибин — человек, обессиленный тепличным воспитанием и беззащитный против влияний среды, против «мелочей жизни». Страх перед этими мелочами и тогда, и позже (например, в «Дороге» в «Губернских очерках») был знаком, по-видимому, и самому Салтыкову — но у него это был тот страх, который служит источником борьбы, а не уныния. В Нагибине отразился, таким образом, только один небольшой уголок внутренней жизни автора. Другое действующее лицо романа — «женщина-кулак», Крошина — напоминает Анну Павловну Затрапезную из «Пошехонской старины», то есть навеяно, вероятно, семейными воспоминаниями Михаила Салтыкова.
Гораздо крупнее «Запутанное дело» (перепечатано в «Невинных рассказах»), написанное под сильным влиянием «Шинели», может быть, и «Бедных людей», но заключающее в себе несколько замечательных страниц (например, изображение пирамиды из человеческих тел, которая снится Мичулину). «Россия, — так размышляет герой повести, — государство обширное, обильное и богатое; да человек-то глуп, мрёт себе с голоду в обильном государстве». «Жизнь — лотерея», подсказывает ему привычный взгляд, завещанный ему отцом; «оно так, — отвечает какой-то недоброжелательный голос, — но почему же она лотерея, почему ж бы не быть ей просто жизнью?» Несколькими месяцами раньше такие рассуждения остались бы, может быть, незамеченными — но «Запутанное дело» появилось в свет как раз тогда, когда Февральская революция во Франции отразилась в России учреждением так называемого Бутурлинского комитета (по имени его председателя Д. П. Бутурлина), облечённого особыми полномочиями для обуздания печати.

### Вятка

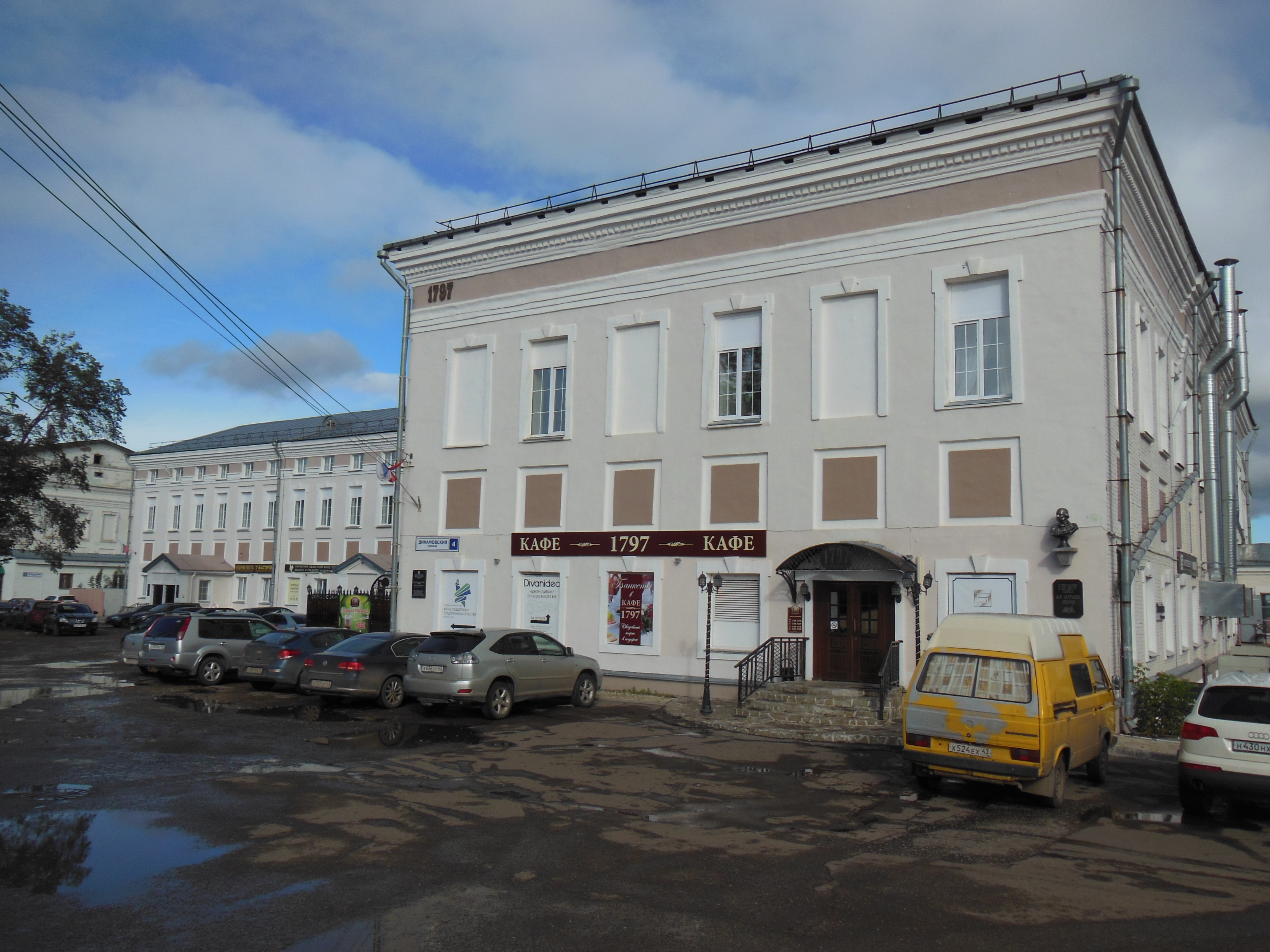
Корпус губернских присутственных мест, в котором писатель работал в 1850—1855 годах

В наказание за вольнодумие уже 28 апреля 1848 года он был выслан в Вятку и 3 июля определён канцелярским чиновником при Вятском губернском правлении. В ноябре того же года он был назначен старшим чиновником особых поручений при вятском губернаторе, затем два раза занимал должность правителя (т. е. заведующего) губернаторской канцелярии, а с августа 1850 года был советником губернского правления. О службе его в Вятке сохранилось мало сведений, но, судя по записке о земельных беспорядках в Слободском уезде, найденной после смерти М. Е. Салтыкова в его бумагах и подробно изложенной в «Материалах» для его биографии, он горячо принимал к сердцу свои обязанности, когда они приводили его в непосредственное соприкосновение с народной массой и давали ему возможность быть ей полезным.
Провинциальную жизнь в самых тёмных её сторонах, в то время легко ускользавших от взора образованной публики, Салтыков узнал как нельзя лучше благодаря командировкам и следствиям, которые на него возлагались, — и богатый запас сделанных им наблюдений нашёл себе место в «Губернских очерках». Тяжёлую скуку умственного одиночества он разгонял внеслужебными занятиями: сохранились отрывки его переводов из А. де Токвиля, Вивьена, П. Шерюэля и заметки, написанные им по поводу известной книги Чезаре Беккариа. Для сестёр Болтиных, дочерей вятского вице-губернатора, из которых одна (Елизавета Аполлоновна) в 1856 году стала его женой, он составил «Краткую историю России».

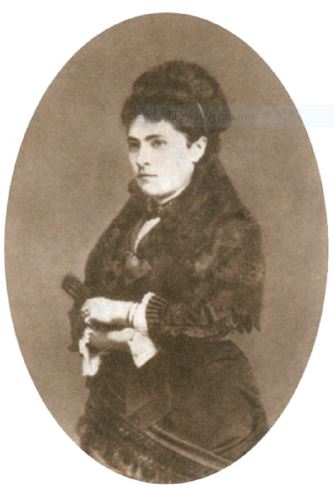
Е. А. Салтыкова (урождённая Болтина) — жена писателя

В ноябре 1855 года ему разрешено было, наконец, покинуть Вятку (откуда он до тех пор только один раз выезжал к себе в тверскую деревню); в феврале 1856 года он был причислен к Министерству внутренних дел, в июне того же года назначен чиновником особых поручений при министре и в августе командирован в губернии Тверскую и Владимирскую для обозрения делопроизводства губернских комитетов ополчения (созванного, по случаю Крымской войны, в 1855 году). В его бумагах нашлась черновая записка, составленная им при исполнении этого поручения. Она удостоверяет, что так называемые дворянские губернии предстали перед Михаилом Салтыковым не в лучшем виде, чем недворянская, Вятская; злоупотреблений при снаряжении ополчения им было обнаружено множество. Несколько позже им была составлена записка об устройстве градских и земских полиций, проникнутая мало ещё распространённой тогда идеей децентрализации и весьма смело подчёркивавшая недостатки действовавших порядков.
Весной 1856 года Салтыков женился на дочери бывшего вятского вице-губернатора Елизавете Аполлоновне Болтиной (1839—1910). Елизавета Аполлоновна, женщина красивая, образованная, более склонная к светскому образу жизни, с приёмами гостей и ответными визитами, чем к общению с литераторами, привыкшая к заграничным поездкам, не вполне отвечала духовным запросам мужа, называла его произведения «Мишелевыми глупостями» (хотя и переписывала некоторые из них). Салтыков, тяжело переживая (особенно в последние годы) свою семейную драму, именуя её адом, был чрезвычайно привязан к жене, не мог обойтись без неё и трёх дней. Долго у них не было детей, пока, наконец, не родились Константин (1872—1932) и Елизавета (1873—1927).

### Возобновление литературной деятельности

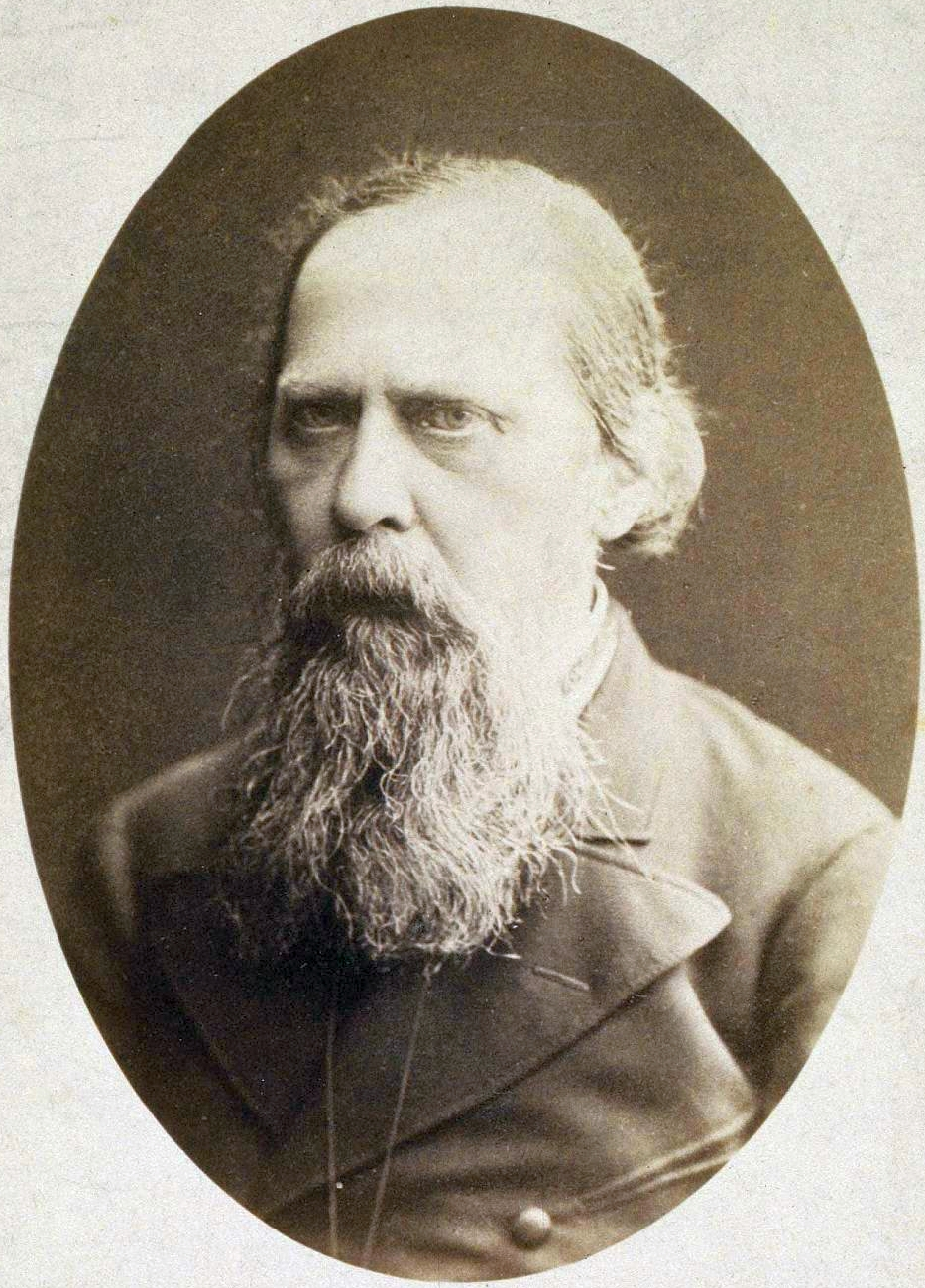
Ранее 1889 года

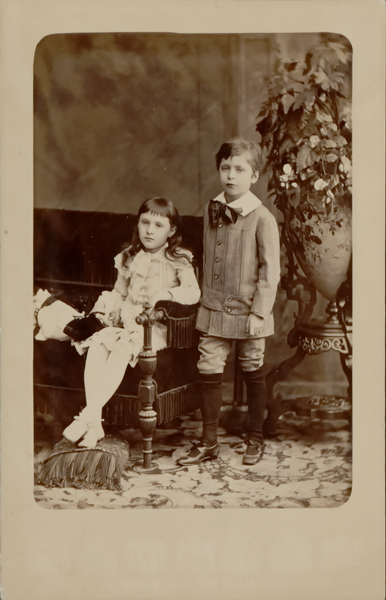
дети Салтыкова-Щедрина Елизавета и Константин в 1881 году, фотограф - Карл Бергамаско

Вслед за возвращением Салтыкова из ссылки возобновилась, с большим блеском, его литературная деятельность. Имя надворного советника Щедрина, которым были подписаны появлявшиеся в «Русском вестнике» с 1856 года «Губернские очерки», сразу стало одним из самых любимых и популярных.
Собранные в одно целое, «Губернские очерки» в 1857 году выдержали три издания (впоследствии — ещё множество). Они положили начало целой литературе, получившей название «обличительной», но сами принадлежали к ней только отчасти. Внешняя сторона мира кляуз, взяток, всяческих злоупотреблений наполняет всецело лишь некоторые из очерков; на первый план выдвигается психология чиновничьего быта, выступают такие крупные фигуры, как Порфирий Петрович, как «озорник», первообраз «помпадуров», или «надорванный», первообраз «ташкентцев», как Перегоренский, с неукротимым ябедничеством которого должно считаться даже административное полновластие.
Юмор, как и у Гоголя, чередуется в «Губернских очерках» с лиризмом; такие страницы, как обращение к провинции (в «Скуке»), производят до сих пор глубокое впечатление. Чем были «Губернские очерки» для русского общества, только что пробудившегося к новой жизни и с радостным удивлением следившего за первыми проблесками свободного слова, — это легко себе представить. Обстоятельствами тогдашнего времени объясняется и то, что автор «Губернских очерков» мог не только оставаться на службе, но и получать более ответственные должности.
В марте 1858 года Михаил Салтыков был назначен рязанским вице-губернатором, в апреле 1860 года переведён на ту же должность в Тверь. Пишет он в это время очень много, сначала в разных журналах (кроме «Русского вестника» — в «Атенее», «Современнике», «Библиотеке для чтения», «Московском вестнике»), но с 1860 года — почти исключительно в «Современнике» (в 1861 году Салтыков поместил несколько небольших статей в «Московских ведомостях» (ред. В. Ф. Корша), в 1862 году — несколько сцен и рассказов в журнале «Время»). Из написанного им между 1858 и 1862 годами составились два сборника — «Невинные рассказы» и «Сатиры в прозе»; и тот, и другой изданы отдельно три раза (1863, 1881, 1885).
В картинах провинциальной жизни, которые М. Е. Салтыков теперь рисует, Крутогорск (то есть Вятка) скоро уступает Глупову, представляющему собою не какой-нибудь определённый, а типичный русский город — тот город, «историю» которого, понимаемого в ещё более широком смысле, несколькими годами позже написал Михаил Салтыков.
Здесь видны как последние вспышки отживающего крепостного строя («Госпожа Падейкова», «Наш дружеский хлам», «Наш губернский день»), так и очерки так называемого «возрождения», в Глупове не идущего дальше попыток сохранить в новых формах старое содержание. Староглуповец «представлялся милым уже потому, что был не ужасно, а смешно отвратителен; новоглуповец продолжает быть отвратительным — и в то же время утратил способность быть милым» («Наши глуповские дела»).
В настоящем и будущем Глупова усматривается один «конфуз»: «идти вперёд — трудно, идти назад — невозможно». Только в самом конце этюдов о Глупове проглядывает нечто похожее на луч надежды: М. Е. Салтыков выражает уверенность, что «новоглуповец будет последним из глуповцев». В феврале 1862 года Салтыков в первый раз вышел в отставку в чине статского советника. Он хотел поселиться в Москве и основать там двухнедельный журнал; когда ему это не удалось, он переехал в Петербург и с начала 1863 года стал фактически одним из редакторов «Современника». В течение двух лет он помещает в нём беллетристические произведения, общественные и театральные хроники, московские письма, рецензии на книги, полемические заметки, публицистические статьи. (Обзор содержания статей, помещённых Михаилом Салтыковым в «Современник» 1863 и 1864, см. в книге А. Н. Пыпина «M. Е. Салтыков» (СПб., 1899)).
К этому же приблизительно времени относятся и замечания М. Е. Салтыкова на проект устава о книгопечатании, составленный комиссией под председательством князя Д. А. Оболенского. Главный недостаток проекта Салтыков видит в том, что он ограничивается заменой одной формы произвола, беспорядочной и хаотической, другой, систематизированной и формально узаконенной. Весьма вероятно, что стеснения, которые «Современник» на каждом шагу встречал со стороны цензуры, в связи с отсутствием надежды на скорую перемену к лучшему, побудили Михаила Салтыкова опять поступить на службу, но в другое ведомство, менее прикосновенное к злобе дня.
В ноябре 1864 года он был назначен управляющим Пензенской казённой палатой, два года спустя переведён на ту же должность в Тулу, где получил чин IV класса, а в октябре 1867 года — в Рязань. Эти годы были временем его наименьшей литературной деятельности: в течение трёх лет (1865—1867) в печати появилась только одна его статья «Завещание моим детям» («Современник», 1866, № 1; перепечатанный в «Признаках времени»).

### «Отечественные записки»
Его тяга к литературе оставалась, однако, прежней: как только «Отечественные записки» перешли (с 1 января 1868 года) под редакцию Некрасова, Михаил Салтыков стал одним из их самых усердных сотрудников, а в июне 1868 года окончательно покинул службу и занял должность одного из главных сотрудников и руководителей журнала, официальным редактором которого стал десять лет спустя, после смерти Некрасова.
Пока существовали «Отечественные записки», то есть до 1884 года, М. Е. Салтыков работал исключительно для них. Большая часть написанного им в это время вошла в состав следующих сборников: «Признаки времени» и «Письма из провинции» (1870, 1872, 1885), «История одного города» (1 и 2 изд. 1870; 3 изд. 1883), «Помпадуры и Помпадурши» (1873, 1877, 1882, 1886), «Господа Ташкентцы» (1873, 1881, 1885), «Дневник провинциала в Петербурге» (1873, 1881, 1885), «Благонамеренные речи» (1876, 1883), «В среде умеренности и аккуратности» (1878, 1881, 1885), «Господа Головлёвы» (1880, 1883), «Сборник» (1881, 1883), «Убежище Монрепо» (1880, 1882), «Круглый год» (1880, 1883), «Современная идиллия» (1877—1883), «За рубежом» (1880—1881), «Письма к тётеньке» (1882), «Недоконченные беседы» (1885), «Пошехонские рассказы» (1886).

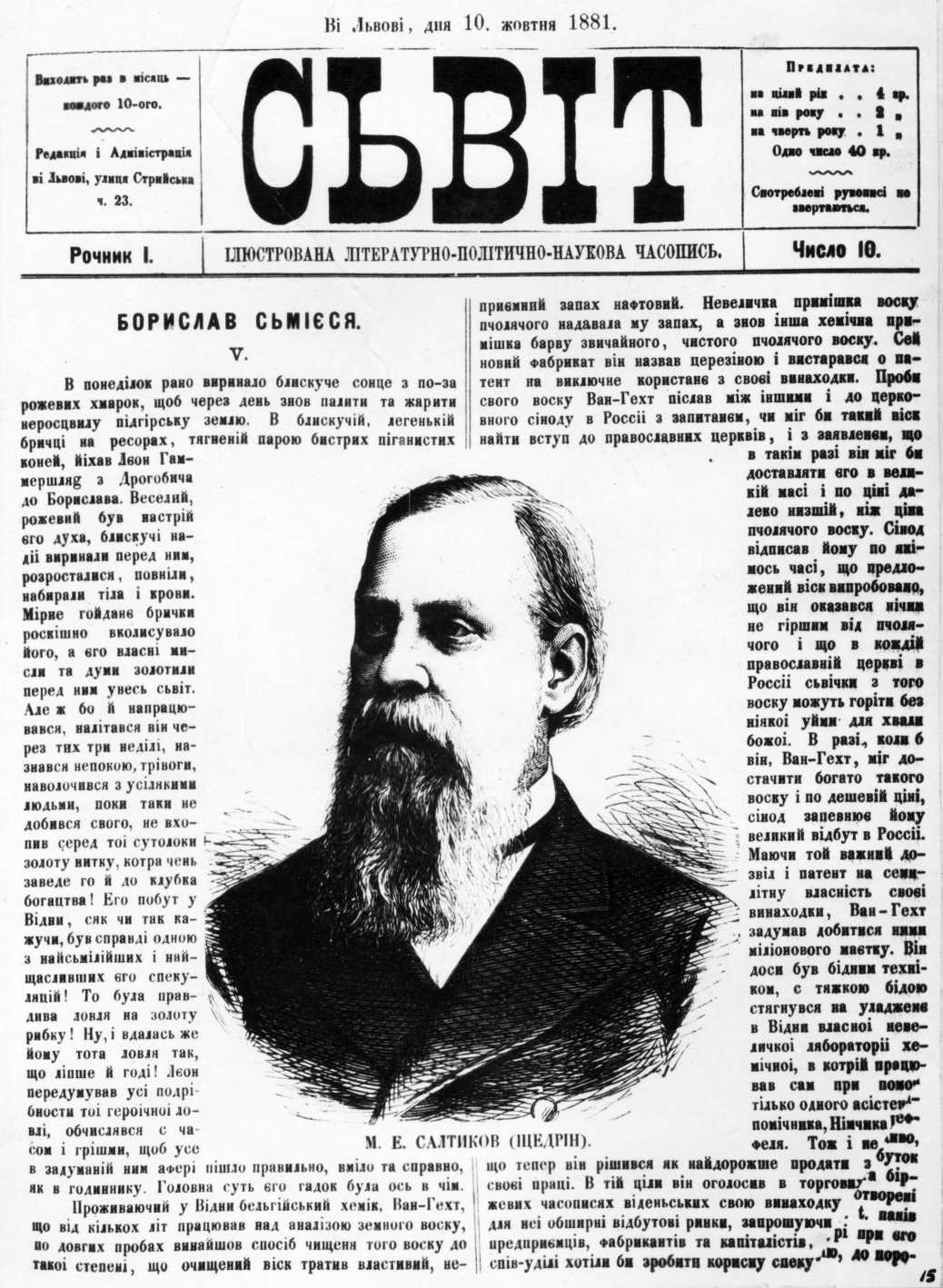
Портрет Салтыкова в львовском журнале И. Франко «Світ» (1881, № 10, первая публикация романа «Борислав смеётся»).

Сверх того в «Отечественных записках» были напечатаны в 1876 году «Культурные люди» и «Итоги», при жизни Салтыкова не перепечатанные ни в одном из его сборников, но включённые в посмертное издание его сочинений. «Сказки», изданные особо в 1887 году, появлялись первоначально в «Отечественных записках», «Неделе», «Русских ведомостях» и «Сборнике литературного фонда». После запрета «Отечественных записок» Михаил Салтыков помещал свои произведения преимущественно в «Вестнике Европы»; отдельно «Пёстрые письма» и «Мелочи жизни» были изданы при жизни автора (1886 и 1887), «Пошехонская старина» — уже после его смерти, в 1890 году.
Здоровье Михаила Евграфовича, расшатанное ещё с половины 1870-х годов, было глубоко подорвано запретом «Отечественных записок». Впечатление, произведённое на него этим событием, изображено им самим с большой силой в одной из сказок («Приключение с Крамольниковым», который «однажды утром, проснувшись, совершенно явственно ощутил, что его нет») и в первом «Пёстром письме», начинающемся словами: «несколько месяцев тому назад я совершенно неожиданно лишился употребления языка».
Редакционной работой М. Е. Салтыков занимался неутомимо и страстно, живо принимая к сердцу всё, касающееся журнала. Окружённый людьми ему симпатичными и с ним солидарными, Салтыков чувствовал себя благодаря «Отечественным запискам» в постоянном общении с читателями, на постоянной, если можно так выразиться, службе у литературы, которую он так горячо любил и которой посвятил в «Круглом годе» такой чудный хвалебный гимн (письмо к сыну, написанное незадолго до смерти, оканчивается словами: «паче всего люби родную литературу и звание литератора предпочитай всякому другому»).

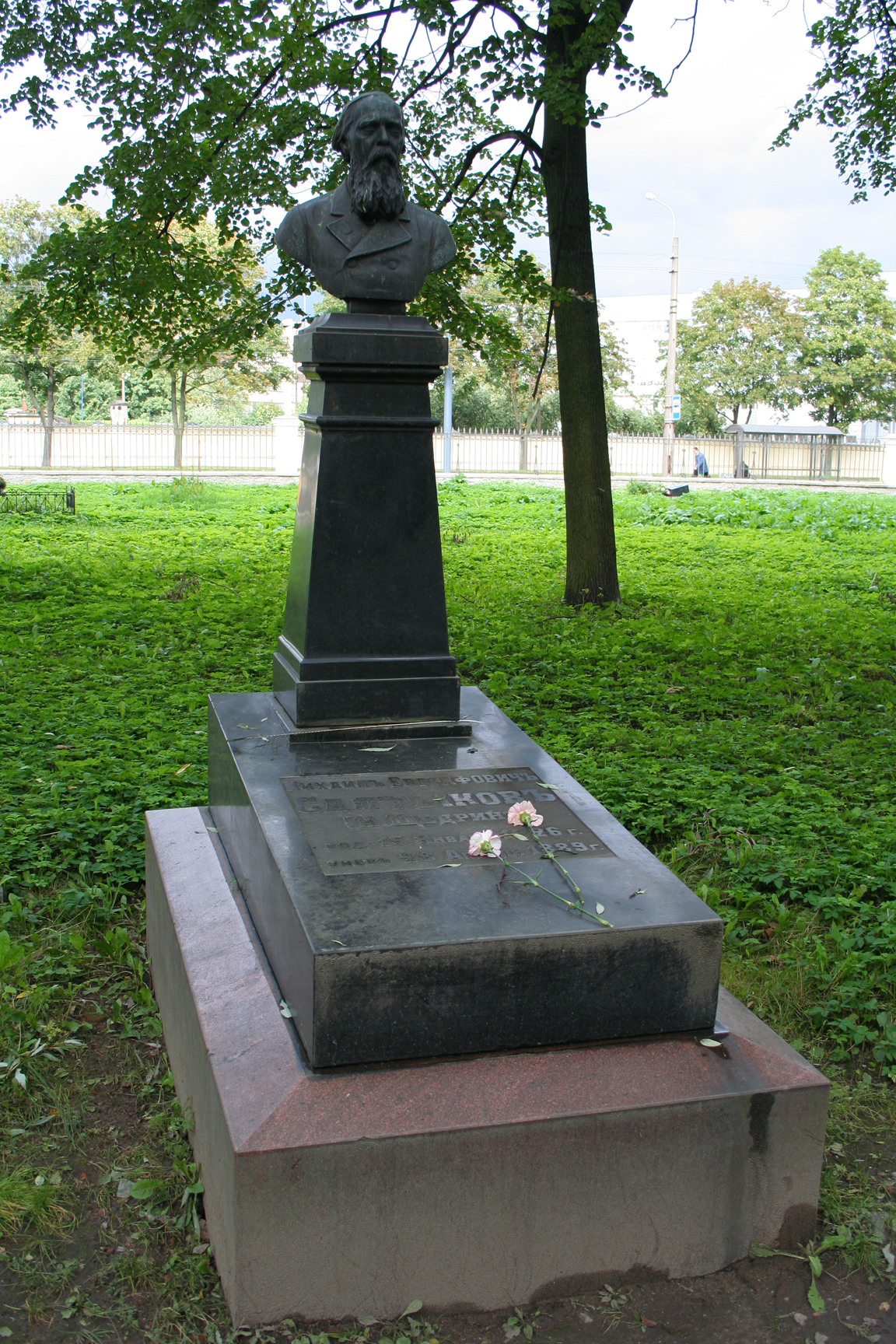
Могила М. Е. Салтыкова на Волковском кладбище

Незаменимой утратой был для него разрыв непосредственной связи с публикой. Михаил Салтыков знал, что «читатель-друг» по-прежнему существует — но этот читатель «заробел, затерялся в толпе, и дознаться, где именно он находится, довольно трудно». Мысль об одиночестве, о «брошенности» удручает его всё больше и больше, обостряемая физическими страданиями и в свою очередь обостряющая их. «Болен я, — восклицает он в первой главе „Мелочей жизни“. Недуг впился в меня всеми когтями и не выпускает из них. Измождённое тело ничего не может ему противопоставить». Последние его годы были медленной агонией, но он не переставал писать. Пока он мог держать перо, его творчество оставалось до конца сильным и свободным: «Пошехонская старина» ни в чём не уступает его лучшим произведениям. Незадолго до смерти он начал новый труд, об основной мысли которого можно составить себе понятие уже по его заглавию: «Забытые слова» («Были, знаете, слова, — сказал Салтыков Н. К. Михайловскому незадолго до смерти, — ну, совесть, отечество, человечество, другие там ещё… А теперь потрудитесь-ка их поискать!.. Надо же напомнить!»..) Он умер от закупорки мозговых сосудов 28 апреля (10 мая) 1889 года и погребён 2 (14) мая, согласно его желанию, на Волковском кладбище, рядом с И. С. Тургеневым. В 1936 г. могила была перенесена на Литераторские мостки.

## Основные мотивы творчества
В интерпретации текстов М. Е. Салтыкова имеются две исследовательские линии. Одна, традиционная, восходящая к литературной критике XIX века, видит в его творчестве выражение обличительного пафоса и едва ли не хронологию важнейших событий истории российского общества. Вторая, сформировавшаяся не без влияния герменевтики и структурализма, выявляет в текстах объективно данные семантические конструкты разных уровней, позволяющие говорить о сильном мировоззренческом напряжении прозы Щедрина, ставящем её в один ряд с Ф. М. Достоевским и А. П. Чеховым. Представителей традиционного подхода упрекают в социологизаторстве и эпифеноменализме, стремлении увидеть в тексте то, что из-за внешней ангажированности хочется увидеть, а не то, что в нём самом дано.
Традиционный критический подход акцентирует внимание на отношении Салтыкова к реформам (не замечая разницы между личной позицией и художественным текстом). Двадцать лет кряду все крупные явления русской общественной жизни встречали отголосок в произведениях Михаила Салтыкова, иногда предугадывавшего их ещё в зародыше. Это — своего рода исторический документ, доходящий местами до полного сочетания реальной и художественной правды. Занимает свой пост М. Е. Салтыков в то время, когда завершился главный цикл «великих реформ» и, говоря словами Некрасова, «рановременные меры» (рановременные, конечно, только с точки зрения их противников) «теряли должные размеры и с треском пятились назад».
Осуществление реформ, за одним лишь исключением, попало в руки людей, им враждебных. В обществе всё резче заявляли себя обычные результаты реакции и застоя: мельчали учреждения, мельчали люди, усиливался дух хищения и наживы, всплывало наверх всё легковесное и пустое. При таких условиях для писателя с дарованием Салтыкова трудно было воздержаться от сатиры.
Орудием борьбы становится в его руках даже экскурсия в прошедшее: составляя «Историю одного города», он имеет в виду — как видно из письма его к А. Н. Пыпину, опубликованного в 1889 году, — исключительно настоящее. «Историческая форма рассказа, — говорит он, — была для меня удобна потому, что позволяла мне свободнее обращаться к известным явлениям жизни… Критик должен сам угадать и другим внушить, что Парамоша — совсем не Магницкий только, но вместе с тем и NN. И даже не NN., а все вообще люди известной партии, и ныне не утратившие своей силы».

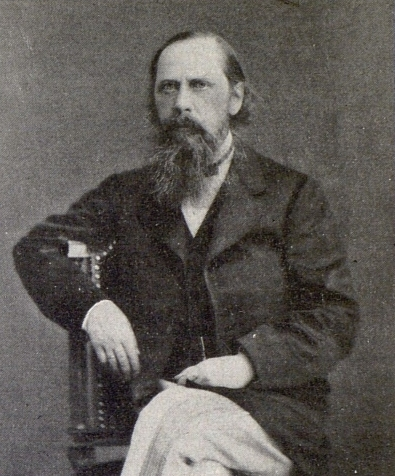
Салтыков в 1870-х годах

И действительно, Бородавкин («История одного города»), пишущий втихомолку «устав о нестеснении градоначальников законами», и помещик Поскудников («Дневник провинциала в Петербурге»), «признающий небесполезным подвергнуть расстрелянию всех несогласно мыслящих» — это одного поля ягоды; бичующая их сатира преследует одну и ту же цель, всё равно, идёт ли речь о прошедшем или о настоящем. Всё написанное Михаилом Салтыковым в первой половине 1870-х годов даёт отпор, главным образом, отчаянным усилиям побеждённых — побеждённых реформами предыдущего десятилетия — снова завоевать потерянные позиции или вознаградить себя, так или иначе, за понесённые утраты.
В «Письмах о провинции» историографы — то есть те, что издавна делали русскую историю — ведут борьбу с новыми сочинителями; в «Дневнике провинциала» сыплются, как из рога изобилия, прожекты, выдвигающие на первый план «благонадёжных и знающих обстоятельства местных землевладельцев»; в «Помпадурах и Помпадуршах» крепкоголовые «экзаменуют» мировых посредников, признаваемых отщепенцами дворянского лагеря.
В «Господах ташкентцах» мы знакомимся с «просветителями, свободными от наук» и узнаём, что «Ташкент есть страна, лежащая всюду, где бьют по зубам и где имеет право гражданственности предание о Макаре, телят не гоняющем». «Помпадуры» — это руководители, прошедшие курс административных наук у Бореля или у Донона; «Ташкентцы» — это исполнители помпадурских приказаний. Не щадит М. Е. Салтыков и новые учреждения — земство, суд, адвокатуру, — не щадит их именно потому, что требует от них многого и возмущается каждой уступкой, сделанной ими «мелочам жизни».
Отсюда и строгость его к некоторым органам печати, занимавшимся, по его выражению, «пенкоснимательством». В пылу борьбы Салтыков мог быть несправедливым к отдельным лицам, корпорациям и учреждениям, но только потому, что перед ним всегда носилось высокое представление о задачах эпохи.
«Литература, например, может быть названа солью русской жизни: что будет, — думал Михаил Салтыков, — если соль перестанет быть солёною, если к ограничениям, не зависящим от литературы, она прибавит ещё добровольное самоограничение?..» С усложнением русской жизни, с появлением новых общественных сил и видоизменением старых, с умножением опасностей, грозящих мирному развитию народа, расширяются и рамки творчества Салтыкова.
Ко второй половине 1870-х годов относится создание им таких типов, как Дерунов и Стрелов, Разуваев и Колупаев. В их лице хищничество с небывалой до тех пор смелостью предъявляет свои права на роль «столпа», то есть опоры общества — и эти права признаются за ними с разных сторон как нечто должное (припомним станового пристава Грацианова и собирателя «материалов» в «Убежище Монрепо»). Мы видим победоносный поход «чумазого» на «дворянские усыпальницы», слышим допеваемые «дворянские мелодии», присутствуем при гонении против Анпетовых и Парначевых, заподозренных в «пущании революции промежду себя».
Ещё печальнее картины, представляемые разлагающейся семьёй, непримиримым разладом между «отцами» и «детьми» — между кузиной Машенькой и «непочтительным Коронатом», между Молчалиным и его Павлом Алексеевичем, между Разумовым и его Стёпой. «Больное место» (напечатано в «Отечественных записках» 1879, перепечатано в «Сборнике»), в котором этот разлад изображён с потрясающим драматизмом — один из кульминационных пунктов дарования М. Е. Салтыкова. «Хандрящим людям», уставшим надеяться и изнывающим в своих углах, противопоставляются «люди торжествующей современности», консерваторы в образе либерала (Тебеньков) и консерваторы с национальным оттенком (Плешивцев), узкие государственники, стремящиеся, в сущности, к совершенно аналогичным результатам, хотя и отправляющиеся один — «с Офицерской в столичном городе Петербурге, другой — с Плющихи в столичном городе Москве».

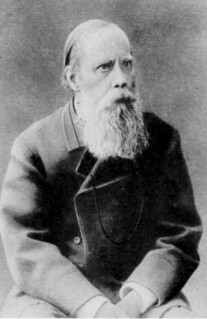
М. Е. Салтыков в 1880-е годы

С особенным негодованием обрушивается сатирик на «литературные клоповники», избравшие девизом: «мыслить не полагается», целью — порабощение народа, средством для достижении цели — оклеветание противников. «Торжествующая свинья», выведенная на сцену в одной из последних глав, «За рубежом», не только допрашивает «правду», но и издевается над ней, «сыскивает её своими средствами», гложет её с громким чавканьем, публично, нимало не стесняясь. В литературу, с другой стороны, вторгается улица, «с её бессвязным галденьем, низменной несложностью требований, дикостью идеалов» — улица, служащая главным очагом «шкурных инстинктов».
Несколько позже наступает пора «лганья» и тесно связанных с ним «извещений». «Властителем дум» является «негодяй, порождённый нравственною и умственною мутью, воспитанный и окрылённый шкурным малодушием».
Иногда (например в одном из «Писем к тётеньке») Салтыков надеется на будущее, выражая уверенность, что русское общество «не поддастся наплыву низкопробного озлобления на всё выходящее за пределы хлевной атмосферы»; иногда им овладевает уныние при мысли о тех «изолированных призывах стыда, которые прорывались среди масс бесстыжества — и канули в вечность» (конец «Современной идиллия»). Он вооружается против новой программы: «прочь фразы, пора за дело взяться», справедливо находя, что и она — только фраза и вдобавок «истлевшая под наслоениями пыли и плесени» («Пошехонские рассказы»). Удручаемый «мелочами жизни», он видит в увеличивающемся их господстве опасность тем более грозную, чем больше растут крупные вопросы: «забываемые, пренебрегаемые, заглушаемые шумом и треском будничной суеты, они напрасно стучатся в дверь, которая не может, однако, вечно оставаться для них закрытой». Наблюдая со своей сторожевой башни изменчивые картины настоящего, Михаил Салтыков никогда не переставал вместе с тем глядеть в неясную даль будущего.
Сказочный элемент, своеобразный, мало похожий на то, что обыкновенно понимается под этим именем, никогда не был совершенно чужд произведениям М. Е. Салтыкова: в изображения реальной жизни у него часто врывалось то, что он сам называл волшебством. Это — одна из тех форм, которые принимала сильно звучавшая в нём поэтическая жилка. В его сказках, наоборот, большую роль играет действительность, не мешая лучшим из них быть настоящими «стихотворениями в прозе». Таковы «Премудрый пискарь», «Бедный волк», «Карась-идеалист», «Баран непомнящий» и, в особенности, «Коняга». Идея и образ сливаются здесь в одно нераздельное целое: сильнейший эффект достигается самыми простыми средствами.
Немного найдётся в российской литературе таких картин русской природы и русской жизни, какие раскинуты в «Коняге». После Некрасова ни у кого не слышалось таких стонов душевного голоса, вырываемых зрелищем нескончаемого труда над нескончаемой задачей.
Великим художником является Салтыков и в «Господах Головлёвых». Члены Головлёвской семьи, этого странного продукта крепостной эпохи — не сумасшедшие в полном смысле слова, но повреждённые совокупным действием физиологических и общественных условий. Внутренняя жизнь этих несчастных, исковерканных людей изображена с такой рельефностью, какой редко достигает и российская, и западноевропейская литература.
Это особенно заметно при сравнении картин, аналогичных по сюжету, — например, картин пьянства у Михаила Салтыкова (Степан Головлёв) и у Золя (Купо, в «Западне»). Последняя написана наблюдателем-протоколистом, первая — психологом-художником. У М. Е. Салтыкова нет ни клинических терминов, ни стенографически записанного бреда, ни подробно воспроизведённых галлюцинаций; но с помощью нескольких лучей света, брошенных в глубокую тьму, перед нами восстаёт последняя, отчаянная вспышка бесплодно погибшей жизни. В пьянице, почти дошедшем до животного отупения, мы узнаём человека.
Ещё ярче обрисована Арина Петровна Головлёва — и в этой чёрствой, скаредной старухе Салтыков также нашёл человеческие черты, внушающие сострадание. Он открывает их даже в самом «Иудушке» (Порфирии Головлёве) — этом «лицемере чисто русского пошиба, лишённом всякого нравственного мерила и не знающем иной истины, кроме той, которая значится в азбучных прописях». Никого не любя, ничего не уважая, заменяя отсутствующее содержание жизни массой мелочей, Иудушка мог быть спокоен и по-своему счастлив, пока вокруг него, не прерываясь ни на минуту, шла придуманная им самим суматоха. Внезапная её остановка должна была разбудить его от сна наяву, подобно тому, как просыпается мельник, когда перестают двигаться мельничные колёса. Однажды очнувшись, Порфирий Головлёв должен был почувствовать страшную пустоту, должен был услышать голоса, заглушавшиеся до тех пор шумом искусственного водоворота.

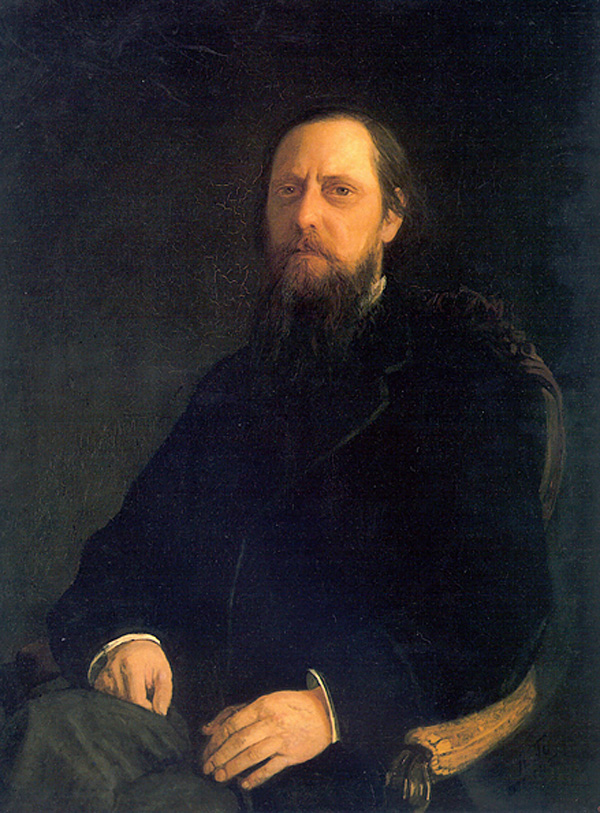
Портрет Салтыкова кисти Н. Н. Ге, 1872 год

Совесть есть и у Иудушек; по выражению Салтыкова, она может быть только «загнана и позабыта», может только устранить до поры до времени «ту деятельную чуткость, которая обязательно напоминает человеку о её существовании». В изображении кризиса, переживаемого Иудушкой и ведущего его к смерти, нет поэтому ни одной фальшивой ноты, и вся фигура Иудушки принадлежит к числу самых крупных созданий Михаила Салтыкова.
Рядом с «Господами Головлёвыми» должна быть поставлена «Пошехонская старина» — удивительно яркая картина тех основ, на которых держался общественный строй крепостной России. М. Е. Салтыков не примирён с прошедшим, но и не озлоблен против него; он одинаково избегает и розовой, и безусловно-чёрной краски. Ничего не скрашивая и не скрывая, он ничего не извращает — и впечатление получается тем более сильное, чем живее чувствуется близость к истине. Если на всём и на всех лежит печать чего-то загадочного, обособляющего и властителей, и подвластных, то ведь именно такова и была деревенская дореформенная Россия.
Может быть, где-нибудь и разыгрывались идиллии вроде той, которую мы видим во «Сне» Обломова; но на одну Обломовку сколько приходилось Малиновцев и Овсецовых, изображённых Салтыковым? Подрывая раз и навсегда возможность идеализации крепостного быта, «Пошехонская старина» даёт вместе с тем целую галерею портретов, нарисованных рукою истинного художника.
Особенно разнообразны типы, взятые Салтыковым из крепостной массы. Смирение, например, по необходимости было тогда качеством весьма распространённым; но пассивное, тупое смирение Конона не походит ни на мечтательное смирение Сатира-скитальца, стоящего на рубеже между юродивым и раскольником-протестантом, ни на воинственное смирение Аннушки, мирящейся с рабством, но отнюдь не с рабовладельцами. Избавление и Сатир, и Аннушка видят только в смерти — и это значение она имела тогда для миллионов людей.
«Пускай вериги рабства, — восклицает Михаил Салтыков, изображая простую, тёплую веру простого человека, — с каждым часом всё глубже и глубже впиваются в его измождённое тело — он верит, что злосчастие его не бессрочно и что наступит минута, когда правда осияет его, наравне с другими алчущими и жаждущими. Да! Колдовство рушится, цепи рабства падут, явится свет, которого не победит тьма».
Смерть, освободившая его предков, «придёт и к нему, верующему сыну веровавших отцов, и, свободному, даст крылья, чтобы лететь в царство свободы, навстречу свободным отцам»! Не менее поразительна та страница «Пошехонской старины», где Никанор Затрапезный, устами которого на этот раз несомненно говорит сам М. Е. Салтыков, описывает действие, произведённое на него чтением Евангелия.
«Униженные и оскорблённые встали передо мной, осиянные светом, и громко вопияли против прирождённой несправедливости, которая ничего не дала им, кроме оков». В «поруганном образе раба» Салтыков признал образ человека. Протест против «крепостных цепей», воспитанный впечатлениями детства, с течением времени обратился у Михаила Салтыкова, как и у Некрасова, в протест против всяких «иных» цепей, «придуманных взамен крепостных»; заступничество за раба перешло в заступничество за человека и гражданина. Негодуя против «улицы» и «толпы», М. Е. Салтыков никогда не отождествлял их с народной массой и всегда стоял на стороне «человека, питающегося лебедою» и «мальчика без штанов». Основываясь на нескольких вкривь и вкось истолкованных отрывках из разных сочинений Салтыкова, его враги старались приписать ему высокомерное, презрительное отношение к народу; «Пошехонская старина» уничтожила возможность подобных обвинений.
Немного, вообще, найдётся писателей, которых ненавидели бы так сильно и так упорно, как Салтыкова. Эта ненависть пережила его самого; ею проникнуты были даже некрологи, посвящённые ему в некоторых органах печати. Союзником злобы являлось непонимание. Салтыкова называли «сказочником», его произведения — фантазиями, вырождающимися порою в «чудесный фарс» и не имеющими ничего общего с действительностью. Его низводили на степень фельетониста, забавника, карикатуриста, видели в его сатире «некоторого рода ноздрёвщину и хлестаковщину с большою прибавкою Собакевича».
М. Е. Салтыков как-то назвал свою манеру писать «рабьей»; это слово было подхвачено его противниками — и они уверяли, что благодаря «рабьему языку» сатирик мог болтать сколько угодно и о чём угодно, возбуждая не негодование, а смех, потешая даже тех, против кого направлены его удары. Идеалов, положительных стремлений у Михаила Салтыкова, по мнению его противников, не было: он занимался только «оплеванием», «перетасовывая и пережёвывая» небольшое количество всем наскучивших тем.
В основании подобных взглядов лежит в лучшем случае ряд явных недоразумений. Элемент фантастичности, часто встречающийся у Салтыкова, нисколько не уничтожает реальности его сатиры. Сквозь преувеличения ясно виднеется правда — да и самые преувеличения оказываются иногда не чем другим, как предугадыванием будущего. Многое из того, о чём мечтают, например, прожектёры в «Дневнике провинциала», несколько лет спустя перешло в действительность.
Между тысячами страниц, написанных М. Е. Салтыковым, есть, конечно, и такие, к которым применимо название фельетона или карикатуры — но по небольшой и сравнительно неважной части нельзя судить о громадном целом. Встречаются у Салтыкова и резкие, грубые, даже бранные выражения, иногда, быть может, бьющие через край; но вежливости и сдержанности нельзя и требовать от сатиры.
В. Гюго не перестал быть поэтом, когда сравнил своего врага с поросёнком, щеголяющим в львиной шкуре; Ювенал читается в школах, хотя у него есть неудобопереводимые стихи. Обвинению в цинизме подвергались в своё время Вольтер, Гейне, Барбье, П. Л. Курье, Бальзак; понятно, что оно возводилось и на Михаила Салтыкова.

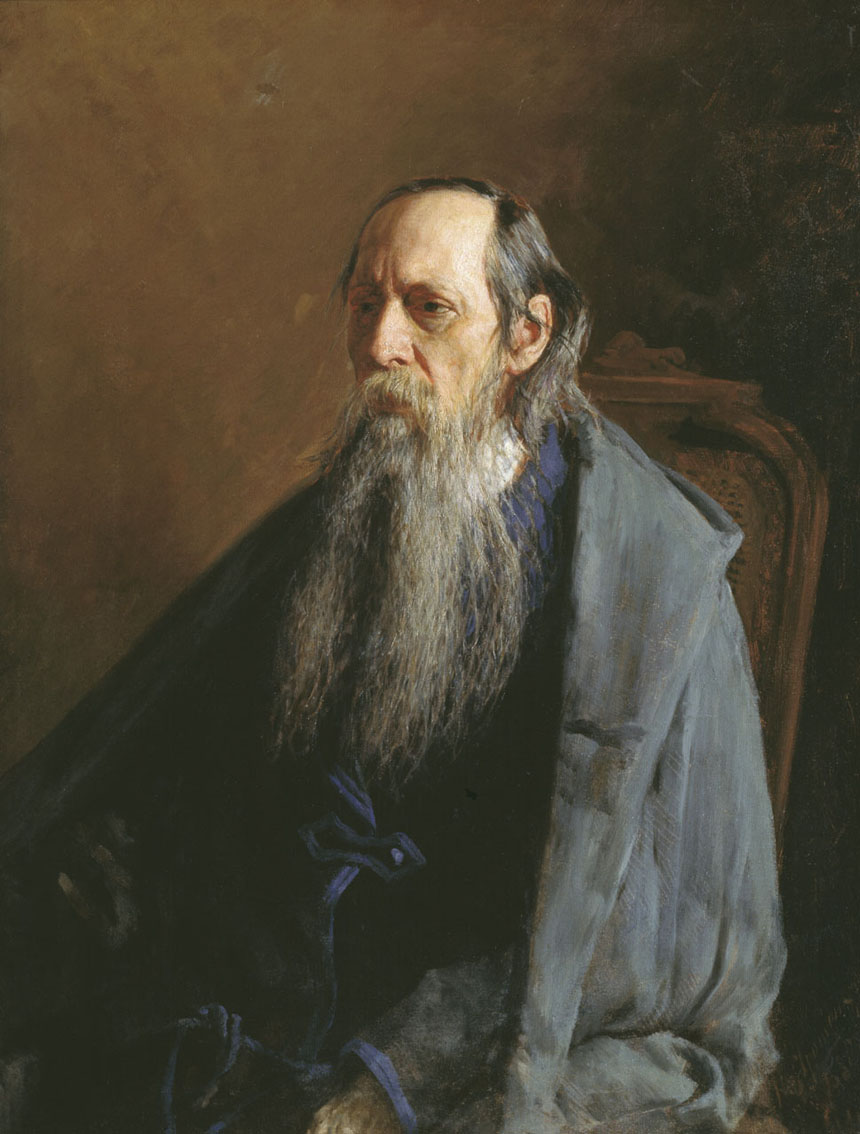
Портрет Михаила Салтыкова кисти Н. А. Ярошенко, 1886 год

Весьма возможно, что при чтении М. Е. Салтыкова смеялись порою «помпадуры» или «ташкентцы»; но почему? Потому что многие из читателей этой категории отлично умеют «кивать на Петра», а другие видят только смешную оболочку рассказа, не вникая в его внутренний смысл. Слова Салтыкова о «рабьем языке» не следует понимать буквально. Бесспорно, его манера носить на себе следы условий, при которых он писал: у него много вынужденных недомолвок, полуслов, иносказаний — но ещё больше можно насчитать случаев, в которых его речь льётся громко и свободно или, даже сдержанная, напоминает собою театральный шёпот, понятный всем постоянным посетителям театра.
Рабий язык, говоря собственными словами Михаила Салтыкова, «нимало не затемняет его намерений»; они совершенно ясны для всякого, кто желает понять их. Его темы бесконечно разнообразны, расширяясь и обновляясь сообразно с требованиями времени.
Есть у него, конечно, и повторения, зависящие отчасти от того, что он писал для журналов; но они оправдываются, в основном, важностью вопросов, к которым он возвращался. Соединительным звеном всех его сочинений служит стремление к идеалу, который он сам (в «Мелочах жизни») резюмирует тремя словами: «свобода, развитие, справедливость».
В конце жизни эта формула кажется ему недостаточною. «Что такое свобода, — говорит он, — без участия в благах жизни? Что такое развитие без ясно намеченной конечной цели? Что такое справедливость, лишённая огня самоотверженности и любви»?
На самом деле любовь никогда не была чужда М. Е. Салтыкову: он всегда проповедовал её «враждебным словом отрицанья». Беспощадно преследуя зло, он внушает снисходительность к людям, в которых оно находит выражение часто помимо их сознания и воли. Он протестует в «Больном месте» против жестокого девиза: «со всем порвать». Речь о судьбе русской крестьянской женщины, вложенная им в уста сельского учителя («Сон в летнюю ночь» в «Сборнике»), может быть поставлена по глубине лиризма наряду с лучшими страницами Некрасовской поэмы «Кому на Руси жить хорошо». «Кто видит слёзы крестьянки? Кто слышит, как они льются капля по капле? Их видит и слышит только русский крестьянский малютка, но в нём они оживляют нравственное чувство и полагают в его сердце первые семена добра».
Эта мысль, очевидно, давно овладела Салтыковым. В одной из самых ранних и самых лучших его сказок («Пропала совесть») совесть, которою все тяготятся и от которой все стараются отделаться, говорит своему последнему владельцу: «отыщи ты мне маленькое русское дитя, раствори ты передо мной его сердце чистое и схорони меня в нём: авось он меня, неповинный младенец, приютит и выхолит, авось он меня в меру возраста своего произведёт да и в люди потом со мной выйдет — не погнушается… По этому её слову так и сделалось.
Отыскал мещанишка маленькое русское дитя, растворил его сердце чистое и схоронил в нём совесть. Растёт маленькое дитя, и вместе с ним растёт в нём и совесть. И будет маленькое дитя большим человеком, и будет в нём большая совесть. И исчезнут тогда все неправды, коварства и насилия, потому что совесть будет не робкая и захочет распоряжаться всем сама». Эти слова, полные не только любви, но и надежды, — завет, оставленный Михаилом Салтыковым русскому народу.
В высокой степени своеобразны слог и язык М. Е. Салтыкова. Каждое выводимое им лицо говорит именно так, как подобает его характеру и положению. Слова Дерунова, например, дышат самоуверенностью и важностью, сознанием силы, не привыкшей встречать ни противодействия, ни даже возражений. Его речь — смесь елейных фраз, почёрпнутых из церковного обихода, отголосков прежней почтительности перед господами и нестерпимо резких нот доморощенной политико-экономической доктрины.
Язык Разуваева относится к языку Дерунова, как первые каллиграфические упражнения школьника к прописям учителя. В словах Фединьки Неугодова можно различить и канцелярский формализм высшего полёта, и что-то салонное, и что-то Оффенбаховское.
Когда Салтыков говорит от собственного своего лица, оригинальность его манеры чувствуется в расстановке и сочетании слов, в неожиданных сближениях, в быстрых переходах из одного тона в другой. Замечательно умение Салтыкова подыскать подходящую кличку для типа, для общественной группы, для образа действий («Столп», «Кандидат в столпы», «внутренние Ташкентцы», «Ташкентцы приготовительного класса», «Убежище Монрепо», «Ожидание поступков» и т. п.).

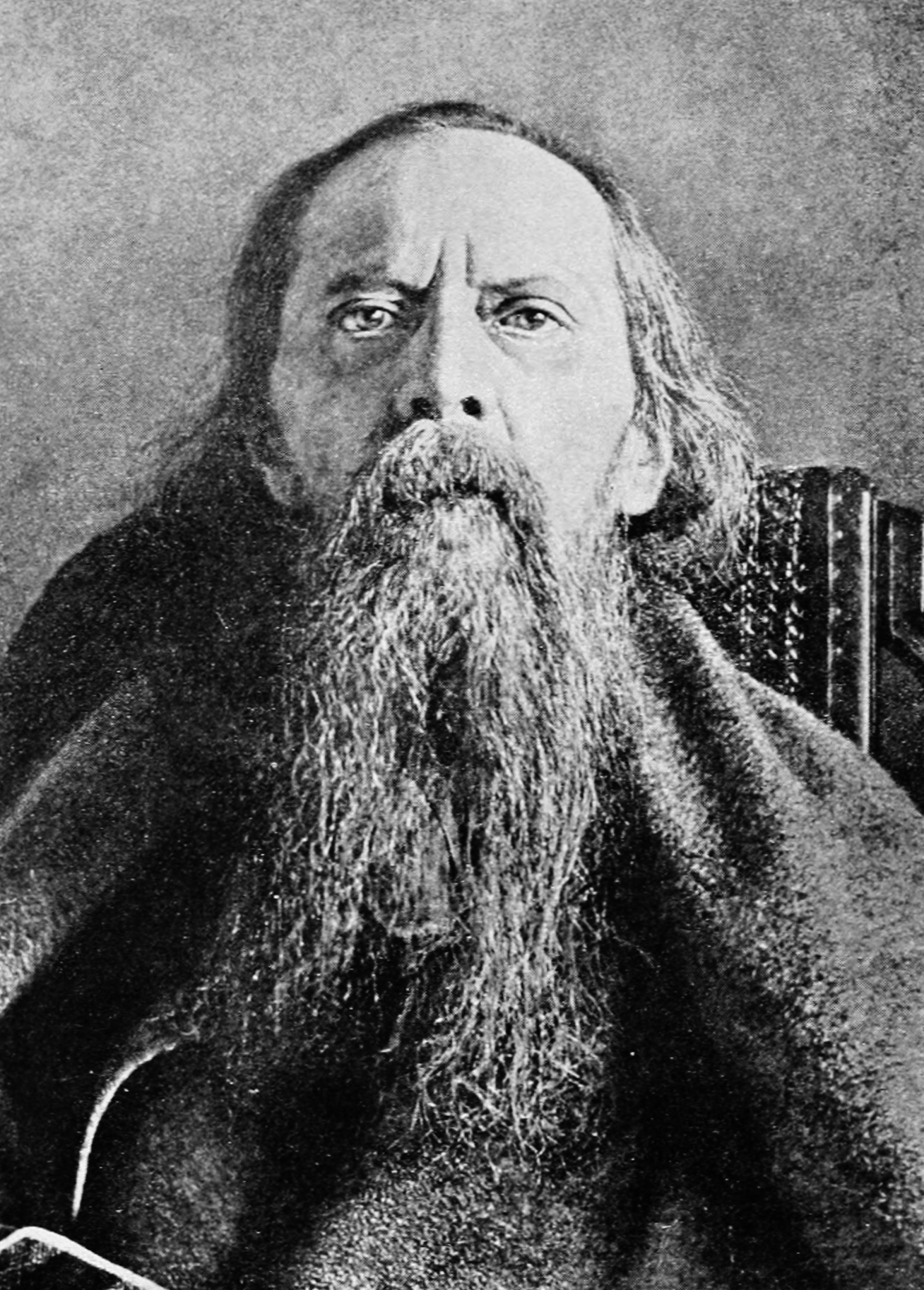
Салтыков в последние годы жизни

Второй из упомянутых подходов, восходящий к идеям В. Б. Шкловского и формалистов, М. М. Бахтина указывает на то, что за узнаваемыми «реалистичными» сюжетными линиями и системой персонажей скрывается коллизия предельно абстрактных мировоззренческих концептов, в числе которых «жизнь» и «смерть». Их борьба в мире, исход которой писателю представлялся неочевидным, и представлена с помощью разных средств в большей части текстов Щедрина. Отдельное внимание писатель уделял мимикрии смерти, облекающейся во внешне жизненные формы. Отсюда мотив кукол и кукольности («Игрушечного дела людишки», Органчик и Прыщ в «Истории одного города»), зооморфные образы с разными видами переходов от человека к зверю (очеловеченные звери в «Сказках», звероподобные люди в «Господах Ташкентцах»). Экспансия смерти и формирует тотальную дегуманизацию жизненного пространства, которую отображает Щедрин. Неудивительна частота появления в текстах Щедрина мортальной темы. Эскалация мортальных образов, достигающая почти степени фантасмагории, наблюдается в «Господах Головлёвых»: это не только многочисленные повторяющиеся физические смерти, но и угнетённое состояние природы, разрушение и тление вещей, разного рода видения и мечтания, расчёты Порфирия Владимирыча, когда «цифирь» не только теряет связь с реальностью, но переходит в своего рода фантастические видения, завершающиеся сдвигом временных пластов. Смерть и смертоносность в социальной реальности, где Щедрин болезненно остро видит отчуждение, ведущее к утрате человеком самого себя, оказывается только одним из случаев экспансии смертоносного, что заставляет отвлечь внимание только от «социального бытописательства». В таком случае реалистические внешние формы письма Михаила Салтыкова скрывают глубинную экзистенциальную направленность щедринского творчества, делают его сопоставимым с Э. Т. А. Гофманом, Ф. М. Достоевским и Ф. Кафкой.
Мало таких нот, мало таких красок, которых нельзя было бы найти у М. Е. Салтыкова. Сверкающий юмор, которым полна удивительная беседа мальчика в штанах с мальчиком без штанов, так же свеж и оригинален, как и задушевный лиризм, которым проникнуты последние страницы «Господ Головлёвых» и «Больного места». Описаний у Салтыкова немного, но и между ними попадаются такие перлы, как картина деревенской осени в «Господах Головлёвых» или засыпающего уездного городка в «Благонамеренных речах». Собрание сочинений М. Е. Салтыкова с приложением «Материалов для его биографии» вышло в первый раз (в 9 томах) в год его смерти (1889) и выдержало с тех пор много изданий.
Сочинения Михаила Салтыкова существуют и в переводах на иностранные языки, хотя своеобразный стиль Салтыкова представляет для переводчика чрезвычайные трудности. На немецкий язык переведены «Мелочи жизни» и «Господа Головлёвы» (в Универсальной библиотеке Реклама), а на французский — «Господа Головлёвы» и «Пошехонская старина» (в «Bibliothèque des auteurs étrangers», изд. «Nouvelle Parisienne»). На английском языке «Господа Головлёвы» переиздавались многократно, в том числе издательствами J. M. Dent & Sons (Everymans Library No 908, 1934), Heron Books (1968), Ardis (1977), Penguin Classics (1988 и 1995) и New York Review Books Classics (2001). В 2013 г. в издательстве China Friendship Publishing Company «Господа Головлёвы» вышли в переводе на китайский язык.

## Память
В честь Михаила Салтыкова названы:
- улицы в:

- Шымкенте
- Волгограде
- Иркутске
- Краматорске
- Кривом Роге
- Горловке

- Липецке
- Нижнем Новгороде
- Новосибирске
- Орле
- Пензе
- Рязани
- Талдоме
- Твери
- Томске
- Тюмени
- Хабаровске
- Ярославле
- Берлине (Saltykowstraße[12])

- - улица и переулок в Калуге,
  - переулок в г. Шахты

и др.

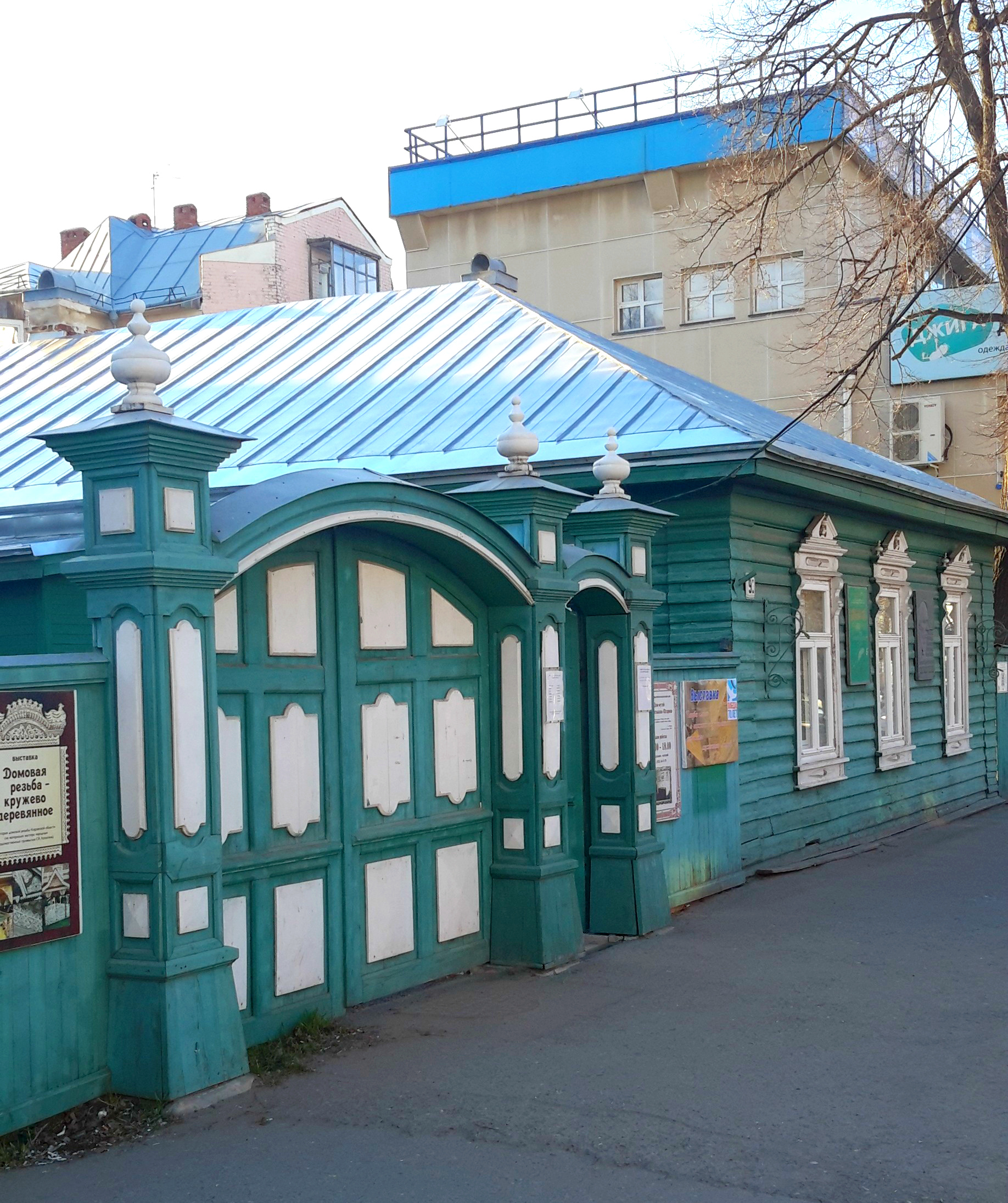
Дом, в котором в 1848—1855 годах жил М. Салтыков-Щедрин. Город Киров, улица Ленина, 93

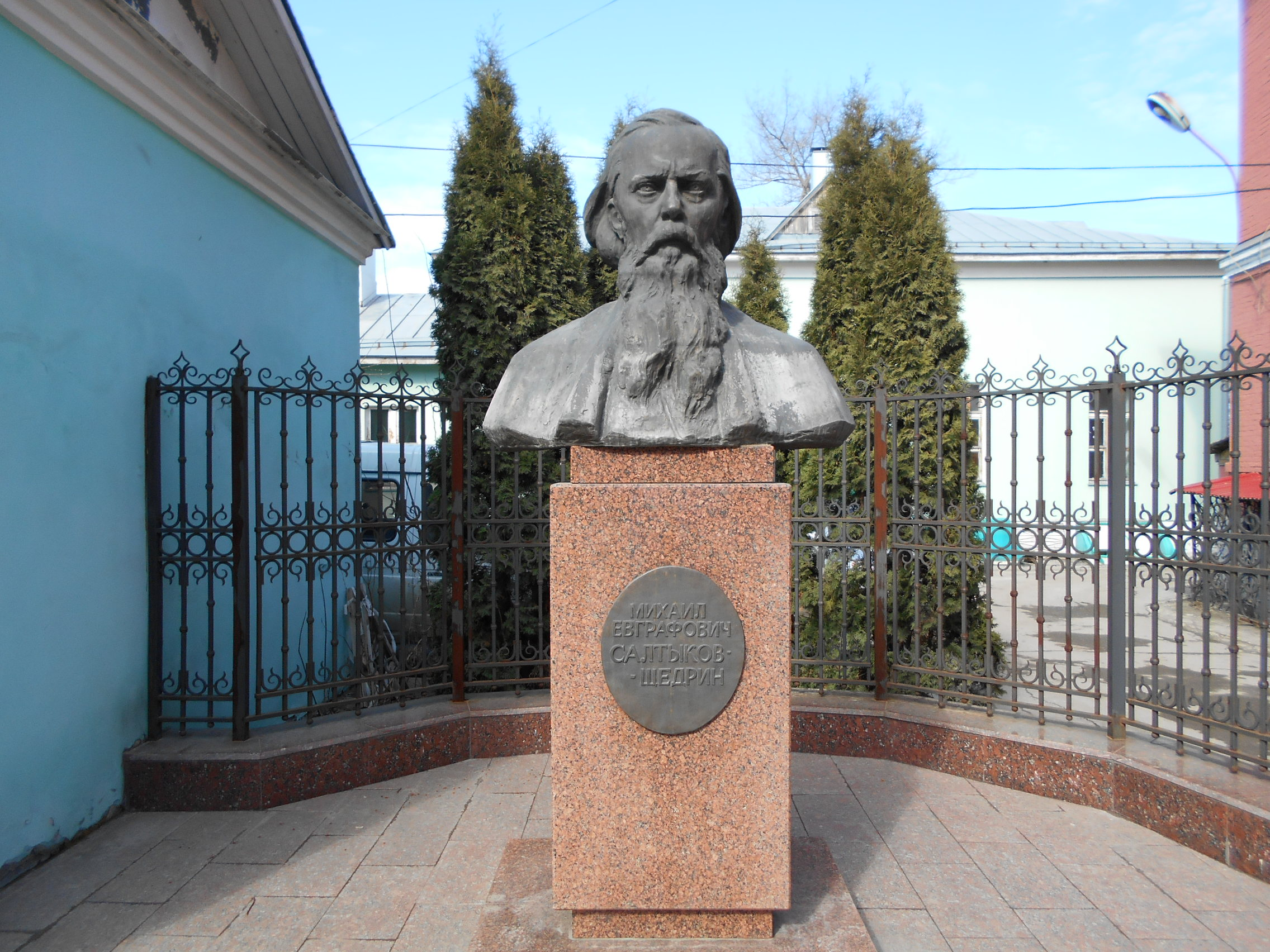
Бюст М. Е. Салтыкова-Щедрина (Рязань)

- Государственная публичная библиотека им. Салтыкова-Щедрина (Санкт-Петербург, Невский проспект, дом 37.)
- Центральная библиотека им. Салтыкова-Щедрина МБУК ЦБС Центрального округа Новосибирска
- До переименования улица Салтыкова-Щедрина была в Санкт-Петербурге
- Мемориальные музеи Салтыкова-Щедрина существует в:
  - Кирове
  - Твери
  - селе Спас-Угол Талдомского района Московской области
- Памятники писателю установлены в:

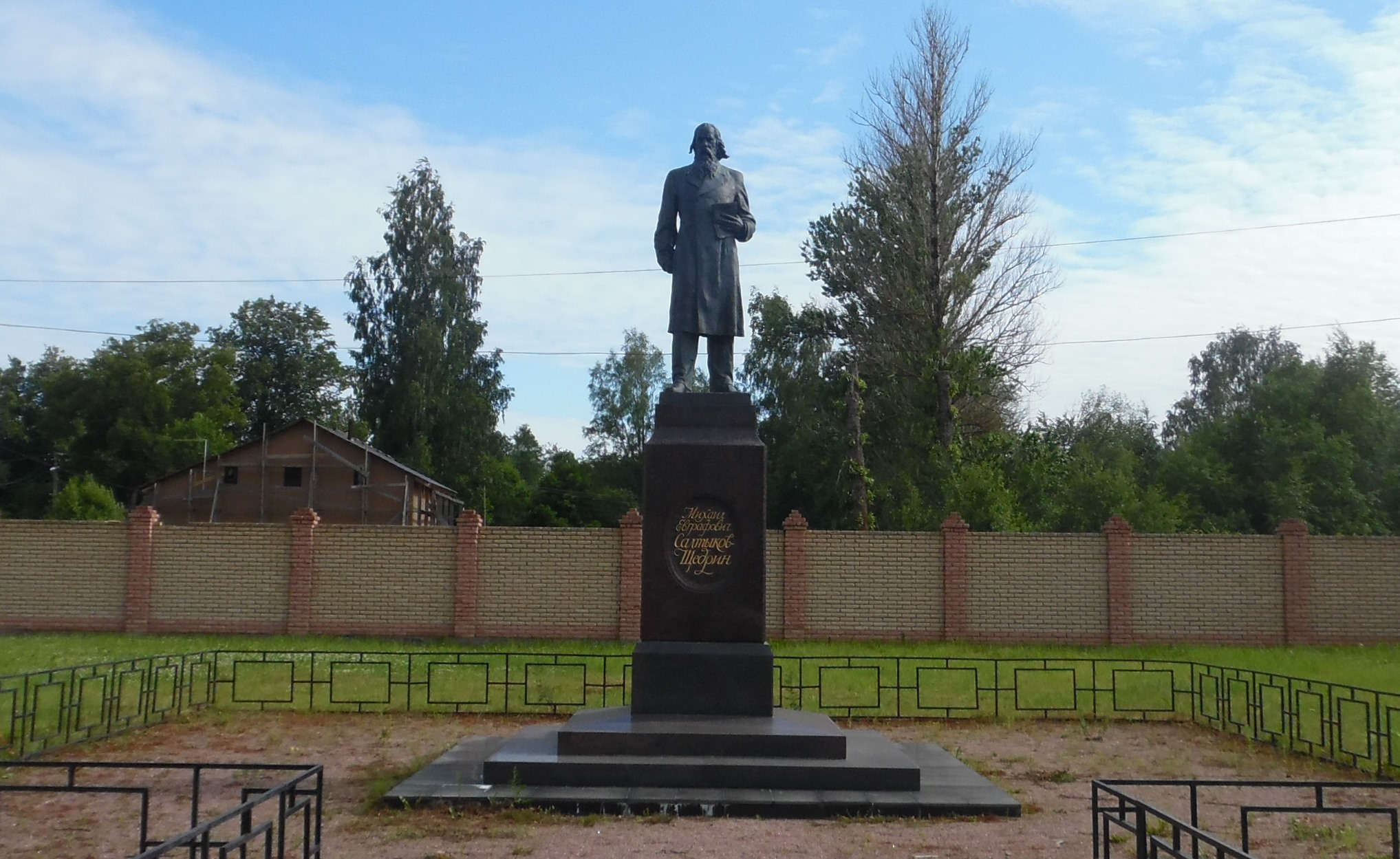
Лебяжье, памятник Салтыкову-Щедрину.

- посёлке Лебяжье Ленинградской области
- городе Твери на Тверской площади (открыт 26 января 1976 года в связи с празднованием 150-летия со дня его рождения). Изображён восседающим в резном кресле, опираясь руками на трость. Скульптор О. К. Комов, архитектор Н. А. Ковальчук. Михаил Салтыков был вице-губернатором Твери с 1860 по 1862 год. Тверские впечатления писателя отразились в «Сатирах в прозе» (1860—1862), «Истории одного города» (1870), «Господах Головлёвых» (1880) и других произведениях.

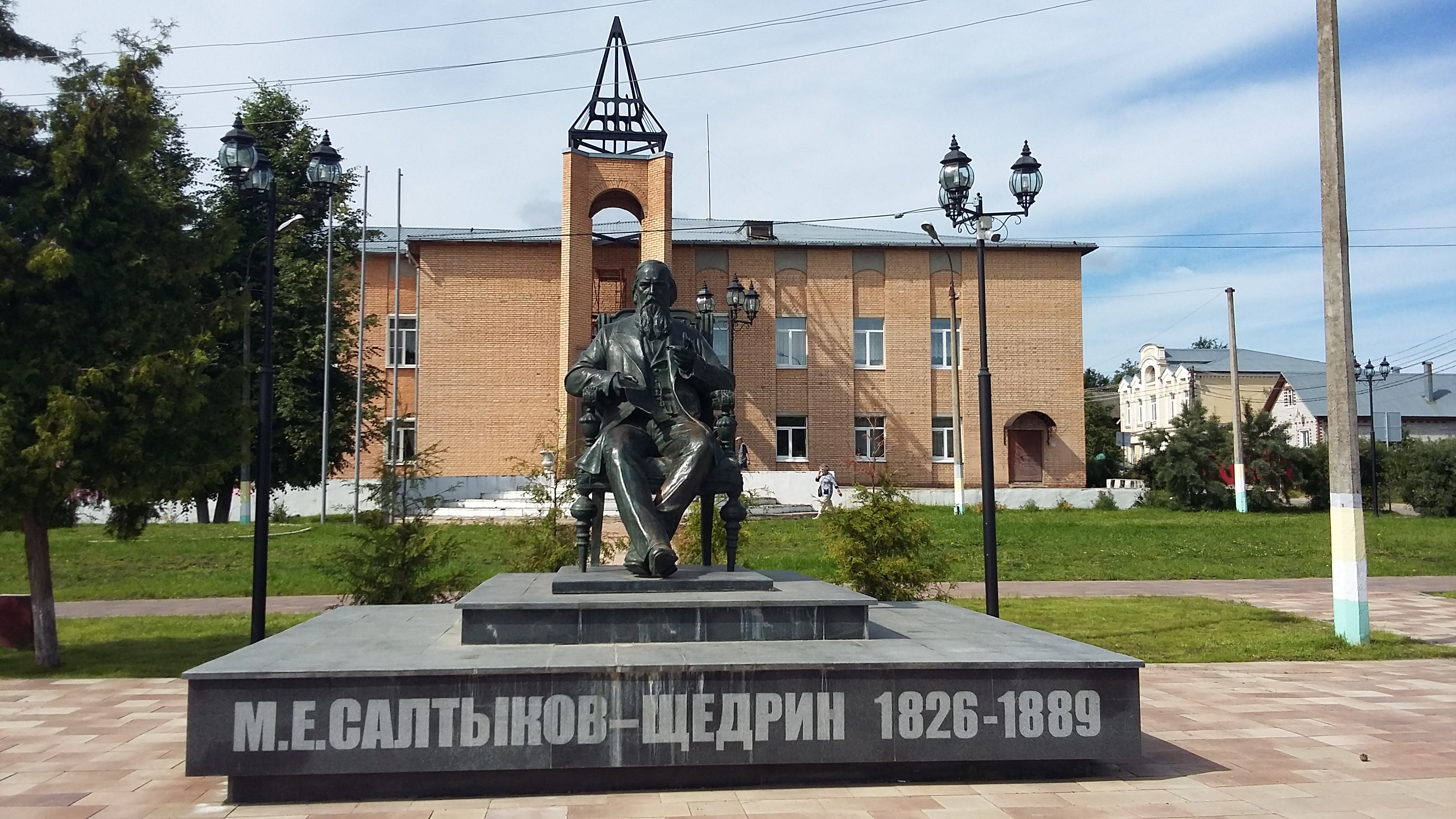
Памятник М. Е. Салтыкову-Щедрину в г. Талдом.

- городе Талдоме Московской области (открыт 6 августа 2016 года в связи с празднованием 190-летия со дня его рождения). Изображён сидящим в кресле, в правой руке — лист бумаги с цитатой «Не погрязайте в подробностях настоящего, но воспитывайте в себе идеалы будущего» (из «Пошехонской старины»). Кресло — точная копия настоящего салтыковского кресла, хранящегося в музее писателя в школе деревни Ермолино Талдомского района. Родина писателя — село Спас-Угол — находится на территории Талдомского муниципального района, центром которого является город Талдом. Скульптор Д. А. Стретович, архитектор А. А. Айрапетов.

- Бюсты писателя установлены в:
  - Рязани. Церемония открытия состоялась 11 апреля 2008 года, в связи со 150-летием с момента назначения Михаила Салтыкова на должность вице-губернатора в Рязань. Бюст установлен в скверике рядом с домом, который в настоящее время является филиалом Рязанской областной библиотеки, а раньше служил резиденцией рязанского вице-губернатора. Автор памятника — заслуженный художник России, профессор Московского государственного академического художественного института имени Сурикова Иван Черапкин.
  - Кирове. Каменное изваяние, автором которого выступил кировский художник Максим Наумов, расположено на стене здания бывшего Вятского губернского правления (Динамовский проезд, 4), где во время своего пребывания в Вятке Михаил Евграфович служил чиновником.
  - селе Спас-Угол Талдомского района Московской области.
- Проект «Салтыкиада», задуманный и рождённый на Вятке, приуроченный к 190-летию со дня рождения М. Е. Салтыкова-Щедрина, объединяющий литературу и изобразительное искусство. В него вошли: процедура открытых защит дипломных проектов студентов кафедры Технологии и дизайна ВятГУ, на которых была осуществлена торжественная передача статуэтки символа Общероссийской премии М. Е. Салтыкова-Щедрина правительству Кировской области, а также церемония дарения скульптурного образа писателя и набор коллекционных монет Кировскому областному музею. Премия имени М. Е. Салтыкова-Щедрина вручена Евгению Гришковцу (14 сентября 2015 года). Выставка «М. Е. Салтыков-Щедрин. Образ времени» на которой был представлен проект скульптурного памятника писателю. Выставка произведений Максима Наумова «Салтыкиада» в Кировском областном художественном музее имени братьев Васнецовых (март — апрель 2016 год). В октябре 2016 года в рамках Салтыковских чтений прошла презентация мульти-информационного альбома «Салтыкиада».
- На выставке «Салтыкиада. История одной книги», прошедшей 16 марта 2017 года, были представлены 22 новые графические работы цикла, а также произведения из фондов Вятского художественного музея.
- В СССР были выпущены почтовые марки, посвящённые Михаилу Салтыкову.
- В СССР и России были выпущены почтовые конверты, в том числе и со спецгашением.

Почтовые марки СССР
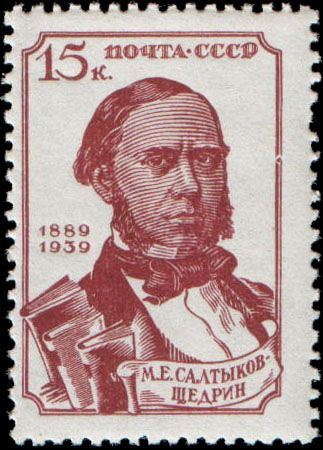
1939 год, номинал 15 коп.
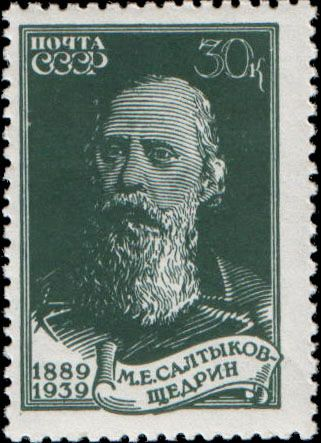
1939 год, номинал 30 коп.
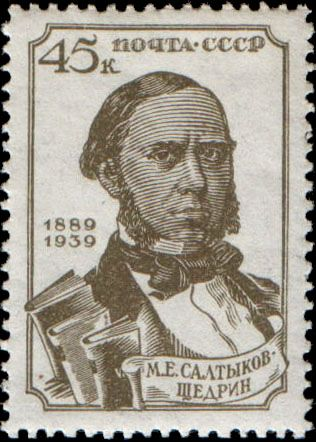
1939 год, номинал 45 коп.
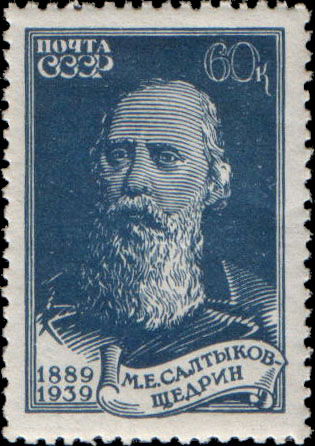
1939 год, номинал 60 коп.
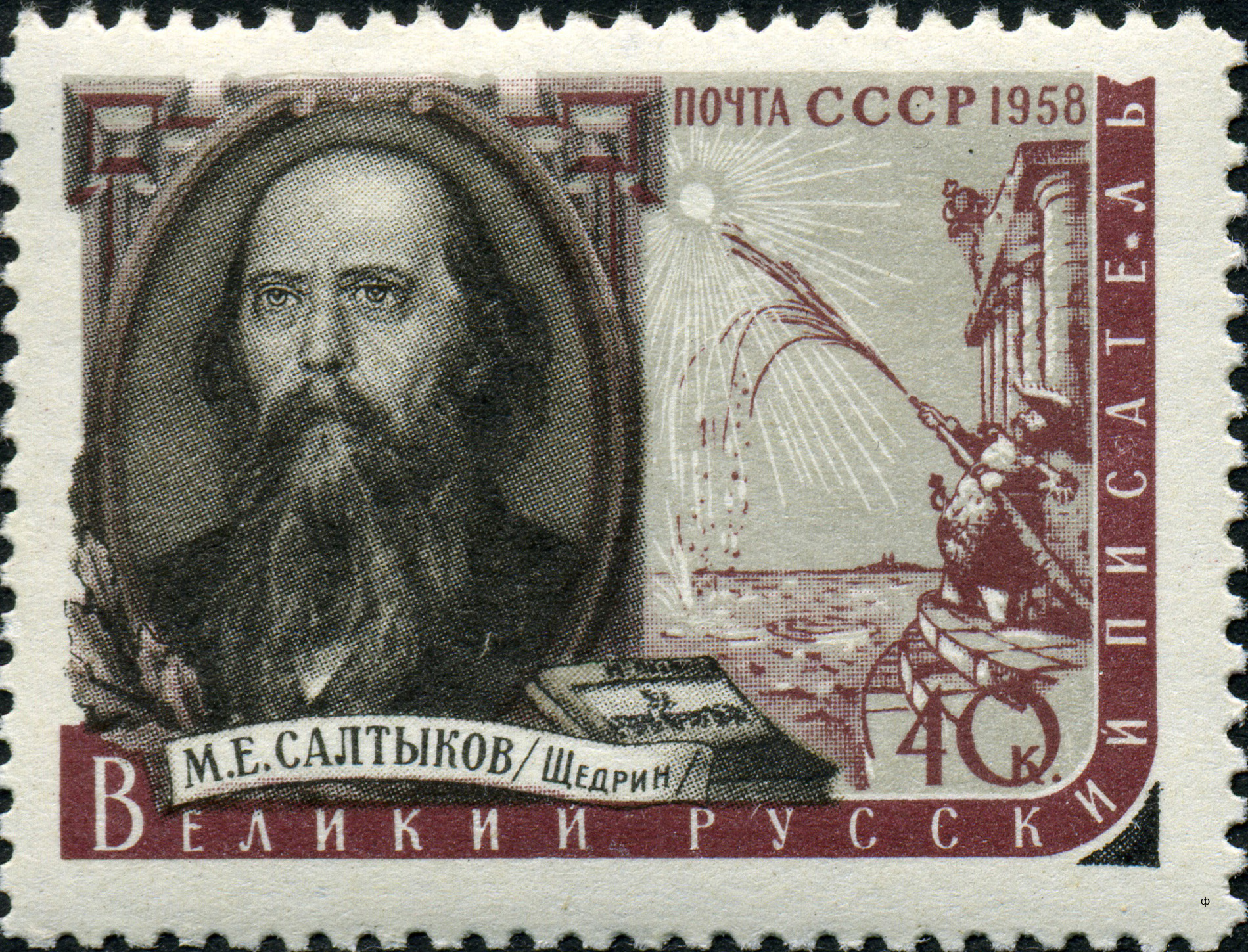
Почтовая марка СССР, 1958 год
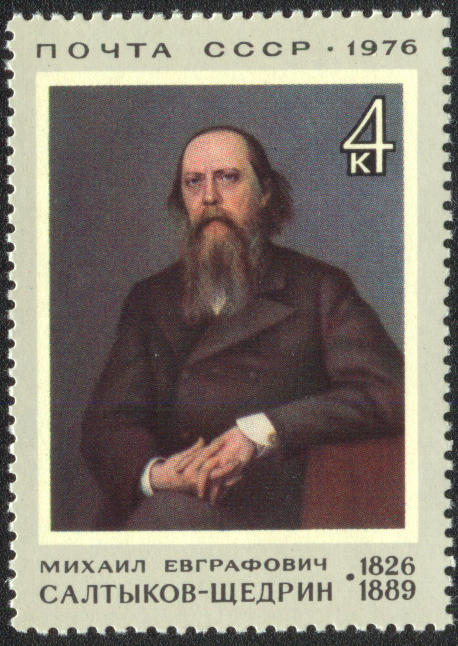
Почтовая марка СССР, 1976 год

## Потомки
Дети — Константин (1 февраля 1872 — 16 июня 1932; бездетен) и Елизавета (1873 — 1927).
- У дочери писателя Елизаветы в 1898 году в браке с Николаем Александровичем фон Дистерло родилась дочь Тамара. Внучка писателя Тамара Николаевна Гладыревская (род. 1898) попала в «польскую операцию» НКВД 1937—1938 годов и была арестована 29 марта 1938 года. За участие в «контрреволюционной националистической организации» приговорена к расстрелу, 27 августа расстреляна, захоронена на Бутовском расстрельном полигоне НКВД[13], в 1956 году реабилитирована за отсутствием состава преступления. У Тамары, в свою очередь, было 4 детей.
- Во втором браке (с маркизом де Пассано) родился сын Андрей Евгеньевич де Пассано[источник не указан 248 дней].

## Адреса в Санкт-Петербурге
- Май — декабрь 1844 года — Офицерская улица, 19;
- начало 1845 года — доходный дом — Торговая улица, 21 (на квартире брата);
- 1845 — 21 апреля 1848 года — дом Жадимировского — набережная реки Мойки, 8;
- январь 1856 года — доходный дом — Торговая улица, 21;
- апрель — май 1856 года — дом М. Маркевича (с 1855 года принадлежал И. О. Утину) — Галерная улица, 11;
- ноябрь 1862 года — 1863 год — доходный дом И. Н. Шмидта — 5-я линия, 30;
- лето 1868 года — квартира А. М. Унковского в доходном доме — Итальянская улица, 24;
- сентябрь 1868 года — лето 1873 года — доходный дом Страхова — Фурштатская улица, 41
- 1874 год — доходный дом Курцевича — 2-я Рождественская улица, 5;
- вторая половина августа 1876 года — 28 апреля 1889 года — дом М. С. Скребицкой — Литейный проспект, 60, кв. 4.

### Романы
- История одного города (1869—1870)
- Убежище Монрепо (1878—1879)
- Господа Головлёвы (1875—1880)
- Современная идиллия (1877—1883)
- Пошехонская старина (1887—1889)

### Сказки
- Дикий помещик (1869)
- Повесть о том, как один мужик двух генералов прокормил (1869)
- «Пропала совесть» (1869)
- Игрушечного дела людишки (1880)
- Бедный волк (1883)
- Премудрый пискарь (1883)
- Самоотверженный заяц (1883)
- Сказка о ретивом начальнике (1883)
- Вяленая вобла (1884)
- Добродетели и Пороки (1884)
- Карась-идеалист (1884)
- Медведь на воеводстве (1884)
- Обманщик-газетчик и легковерный читатель (1884)
- Орёл-меценат (1884)
- Баран-непомнящий (1885)
- Верный Трезор (1885)
- Дурак (1885)
- Здравомысленный заяц (1885)
- Кисель (1885)
- Коняга (1885)
- Либерал (1885)
- Недреманное око (1885)
- Богатырь (1886; запрещена, опубликована только в 1922 году)
- Ворон-челобитчик (1886)
- Праздный разговор (1886)
- Приключение с Крамольниковым (1886)
- Христова ночь
- Рождественская сказка
- Соседи
- Деревенский пожар
- Путём-дорогою
- Годовщина
- Чижиково горе (1884)

### Повести и рассказы
- Противоречия
- Глава
- Запутанное дело
- Яшенька
- Невинные рассказы
- Брусин
- Благонамеренные речи (1872—1876)
- Чужую беду — руками разведу (1877)
- Добрая душа
- Испорченные дети
- Пошехонские рассказы (1883—1884)
  - По Сеньке и шапка
  - Audiatur et altera pars
  - В трактире «Грачи»
  - Пошехонские реформаторы
  - Пошехонское дело
  - Фантастическое отрезвление
- Тихое пристанище
- Мелочи жизни

### Очерки
- Губернские очерки (1856—1857)
- Сатиры в прозе
- Помпадуры и помпадурши (1863—1874)
- Господа ташкентцы (1873)
- Господа Молчалины
- Дневник провинциала в Петербурге (1872)
- В больнице для умалишённых
- За рубежом (1880—1881)
- Недоконченные беседы
- Письма к тётеньке

### Пьесы
- Смерть Пазухина (1857, запрещена; поставлена в 1889)
- Тени (1862—1865, не закончена, поставлена в 1914)

### Прочее
- Стихотворения
- Заметка о взаимных отношениях помещиков и крестьян (1858)
- Письма о провинции (1868—1870)
- Забытые слова (1889)

## Исследователи творчества
- А. С. Бушмин
- Н. В. Яковлев
- В. Я. Кирпотин
- С. А. Макашин
- Д. П. Николаев
- Е. И. Покусаев
- Л. Я. Лившиц
- К. И. Тюнькин
- А. М. Турков
- Е. Н. Строганова
- В. Н. Баскаков (1930—1995)

## Публикации текстов
- Салтыков-Щедрин М. Е. Собрание сочинений : в 20 т. / Гл. ред. С. А. Макашин. — М. : Художественная литература, 1965—1977.

Научное издание «Сказок»:
- Салтыков-Щедрин М. Е. Сказки / Изд. подг. В. Н. Баскаков, А. С. Бушмин ; отв. ред. С. А. Макашин. — Л. : Наука. Ленинградское отделение, 1988. — 280 с. — (Литературные памятники / Академия наук СССР ; председатель редколлегии Д. С. Лихачёв).